# (6904) Макгилл
(6904) Макгилл (англ. Robheinlein) — астероид главного пояса, который был открыт 22 августа 1990 года американским астрономом Генри Хольтом в Паломарской обсерватории и назван в честь старейшего университета Канады Университета Макгилла.

Орбита астероида Макгилл и его положение в Солнечной системе

На движение этого астероида оказывает гравитационное влияние более крупный астероид (29) Амфитрита.

## Сближения
| дата            | а. е.    | расстояний до Луны | небесное тело |
| --------------- | -------- | ------------------ | ------------- |
| 15.06.1985 0:49 | 0,009325 | 3,63               | Амфитрита     |
| 12.11.2086 7:39 | 0,044542 | 17,4               | Фисба         |